# 鄭儋
鄭儋（754年—814年），滎陽人，唐朝官员，出自荥阳郑氏南祖。
鄭儋早年住母家陇西李氏，舅舅吏部侍郎李季卿称鄭儋必定能再兴郑氏，初娶范阳卢氏女，歷官河东行军司马。贞元十六年（800年），授官检校工部尚书、太原尹、河东节度使。官至常州刺史。贞元十七年八月去世，十月，葬於滎陽索上。韓愈說鄭儋好饮酒博弈。有子鄭元和，是《李娃傳》中的主角。